# Flores (departement)

Departementets läge i Uruguay.

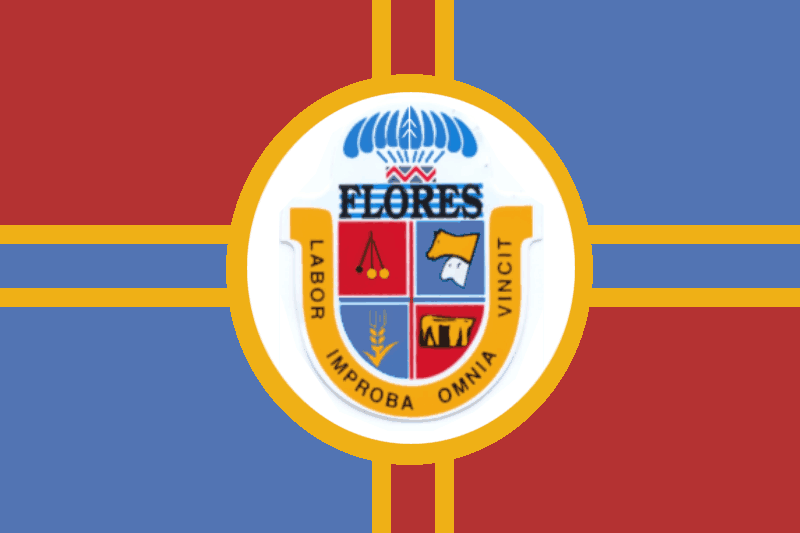
Departementets flagga.

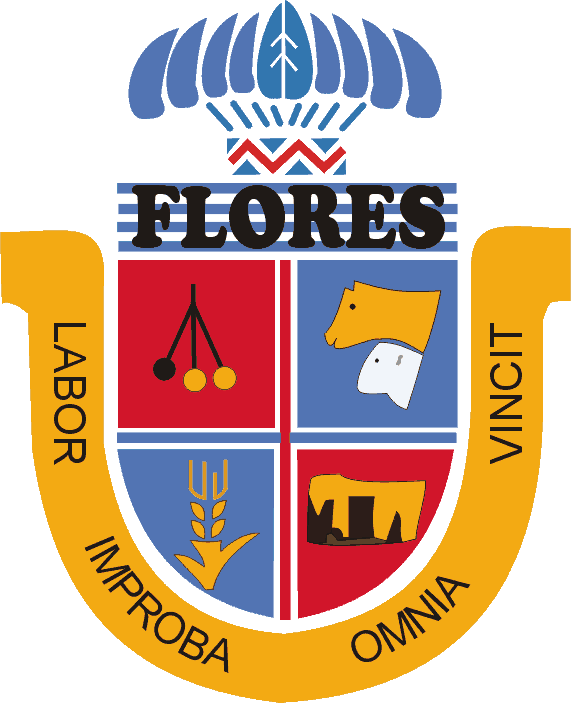
Departementets emblem.

Departementet Flores (Departamento de Flores) är ett av Uruguays 19 departement.

## Geografi
Flores har en yta på cirka 5 144 km² med cirka 25 100 invånare. Befolkningstätheten är 5 invånare/km². Departementet ligger i Región Centro-Sur (Central-syd regionen).
Huvudorten är Trinidad med cirka 20 000 invånare.

## Förvaltning
Departementet förvaltas av en Intendencia Municipal (stadsförvaltning) som leds av en Intendente (intendent), ISO 3166-2-koden är "UY-FS".
Departementet är underdelad i municipios (kommuner).
Flores inrättades den 30 december 1885 genom delning av departementet San José.